# 緱姓
缑姓（「缑」，中古擬音：ku，切）是中文姓氏之一，在明朝《百家姓续编》中排第477位。在现代是极罕见的姓氏。

## 起源
缑姓属于以邑为姓氏。周朝有卿士食采于缑邑（今河南缑氏县），其后遂以邑名“缑”为氏。另据《魏书·官氏志》记载，南北朝孝文漢化时北魏有鲜卑复姓「渴侯氏」，改为缑氏。但後又多改侯氏。

## 郡望
- 太原郡：战国时秦国置，今山西太原市一带。

## 延伸阅读
[在维基数据编辑]
 《百家姓》
 《欽定古今圖書集成·明倫彙編·氏族典·緱姓部》，出自陈梦雷《古今圖書集成》